# Xpress (Zeitschrift)
Der Xpress (vormals Rennbahn-Express) war eine österreichische Jugendzeitschrift. Er erschien monatlich und behandelte die klassischen Themen von Jugendmagazinen wie Chart-Musik, Film- und Star-Berichterstattung sowie Liebe, aber vor allem in früheren Jahren auch jugendpolitische Themen.

## Geschichte
Die Zeitung wurde im Jahr 1968 in Salzburg als Rennbahn-Express (RBX) gegründet. Der Name stammt von der Salzburger Rennbahnsiedlung, in der die jungen Gründer Karl Vilsecker, Wolfgang Fellner und sein Bruder Helmuth wohnten und produzierten. Karl war bei der Gründung 15 Jahre alt, Wolfgang 14 und Helmuth 12. Sie gründeten die Zeitschrift als handgeschriebene Schülerzeitung in einem Salzburger Gymnasium. Der Rennbahn-Express entwickelte sich bald salzburgweit zu einer Konkurrenz für die vergleichbare deutsche Zeitschrift Bravo, wurde an viele Schulen im Bundesland geliefert und nach einigen Jahren in ganz Österreich gelesen. Wolfgang Fellner und sein Bruder gingen nach Wien und produzierten den Rennbahn-Express von dort aus weiter.
1983 gründeten die beiden das Politmagazin Basta und später die Magazine NEWS, TV-Media, Format, e-media und woman. Die Tageszeitung Österreich ist eine 2006 erstmals erschienene Gründung Wolfgang Fellners. 1984 verkauften die Brüder den Rennbahn-Express an den Tageszeitungsverlag Kurier. Seit 2000 gehörte das Magazin zum ORAC-Verlag, der die Zeitung in Xpress (bis 2005 Rennbahn-XPRESS) umbenannte und später mit Fellners Unternehmen, dem NEWS-Verlag, fusionierte. Der Xpress erschien noch im NEWS-Verlag, wobei sich Fellner aus dem operativen Geschäft zurückgezogen hat und im Juli 2006 von den übrigen Gesellschaftern WAZ, Gruner und Jahr und Raiffeisen aus dem Gesellschafterbeirat gedrängt wurde.
Weder die Österreichische Media-Analyse noch die Österreichische Auflagenkontrolle erfasste den Xpress. Die Reichweitenstudie CAWI Print des Meinungsforschungsinstitutes Fessel-GfK wies 2011 in Österreich eine Reichweite von 1,8 Prozent aus. Als Folge rückläufiger Auflagezahlen erschien der Xpress im Juni 2013 zum letzten Mal in gedruckter Form, danach noch eine Weile als Onlineangebot. Bald darauf stellte man auch die Onlineausgabe ein.

## Starwahlen und Goldener Pinguin
1978, zum 10. Jahrestag der Zeitschriftengründung, sah der Rennbahn-Express Beliebtheitsabstimmungen noch kritisch: „Star-Wahlen sind eigentlich fad: Jedes Jahr dasselbe – hunderte Zeitungen machen eine Art Lotterie. Hier könnt Ihr erstmals selbst jene Stars wählen, die Euch in den letzten 10 Jahren – also praktisch in Eurer Jugend – am meisten beeindruckt haben.“
In späteren Jahren setzte sich die jährliche Starwahl auch beim R-E durch, und mit der Starwahl 88 (als eine Art Jahresrückblick im Heft 1/89 gestartet) wurde erstmals die Trophäe Goldener Pinguin vergeben. Das Aussehen der Trophäe (ein stilisierter Pinguin mit Mascherl im Frack, der eine Tafel mit dem Namen des Preisträgers vor sich hält) wurde offenbar kurzerhand aus dem Artwork des aktuellen EAV-Albums Liebe, Tod & Teufel übernommen. Die Erste Allgemeine Verunsicherung als beliebte Band und der R-E als Medienpartner hatten eine beiderseitig förderliche Beziehung. In der Ankündigung der Starwahl war noch geplant, nur dem Star des Jahres als Hauptpreis einen Goldenen Pinguin zu geben, den anderen Gewinnern (Rock-Star, Rock-Frau, Rock-Band, Austro-Star, Austro-Band, Kino-Star, Fernseh-Star, Sport-Star des Jahres) einen Silbernen. Letztendlich erhielten aber alle Gewinner einen Goldenen Pinguin, und so konnte man bald im R-E ein Foto von Michael Jackson mit zwei goldenen Awards in den Händen bewundern – für den Star des Jahres und den Rock-Star des Jahres 1988.
Die Kategorien unterlagen einem stetigen Wandel: Schon im zweiten Jahr ließ man in 40 Kategorien abstimmen, darunter zu den meisten Kategorien auch Negativpreise wie Häßlichster Star 1989, Schlechteste Radiostimme, Unnötigste Person des Jahres. Nicht selten waren die Meistgenannten in beiden Extremen die gleichen. Die Starwahl und Vergabe der Goldenen Pinguine blieben bis zur Einstellung des R-E ein jährlicher Fixpunkt.

## Popkultur
Der Rennbahn-Express fand Einzug in der 1984 veröffentlichten Nummer-1-Single Fürstenfeld der steirischen Band S.T.S.